# Список штандартов Вооружённых сил России
Список штандартов Вооружённых сил Российской Федерации.
Личные штандарты — особо почётные персонифицированные знаки отличия руководящих должностных лиц Вооружённых сил Российской Федерации, являющиеся символом их воинского долга и личной ответственности за руководство формированиями Вооружённых сил.
В графе «Год» приведены даты утверждения штандартов.
| Флаг | Год        | Наименование | Примечание |
| ---- | ---------- | --- | --- |
|      | 30.04.1997 | Штандарт Министра обороны Российской Федерации.                                                                 | Квадратное полотнище белого цвета. В центре каждой стороны полотнища в медальоне красного цвета — эмблема Вооруженных сил Российской Федерации. Медальон окаймлен золотым венком из лавровых и дубовых листьев. От центра к углам каждой стороны полотнища расходятся лучи сине-красного цвета: синего цвета — к боковым краям полотнища, красного — к верхнему и нижнему. |
|      | 10.08.1999 | Штандарт начальника Генерального штаба Вооруженных сил Российской Федерации.                                    | Квадратное полотнище белого цвета. В центре каждой стороны полотнища в медальоне красного цвета — эмблема Вооруженных сил Российской Федерации. Медальон окаймлен золотым венком из лавровых и дубовых листьев. От центра к углам каждой стороны полотнища расходятся лучи черно-оранжевого цвета: черного цвета — к боковым краям полотнища, оранжевого — к верхнему и нижнему. |
|      | 17.05.2003 | Штандарт начальника Главного управления кадров Министерства обороны Российской Федерации.                       | Квадратное полотнище белого цвета. В центре каждой стороны полотнища в медальоне красного цвета — серебряный двуглавый орел с распростёртыми крыльями, держащий в правой лапе золотистый факел, а в левой — золотистый шестопер; на груди орла — щит, увенчанный короной, на щите в красном поле — серебряный всадник, поражающий копьем дракона. Медальон окаймлен серебряным венком из лавровых листьев. От центра к углам каждой стороны полотнища расходятся лучи сине-красного цвета: синего цвета — к боковым краям полотнища, красного — к верхнему и нижнему. |
|      | 03.11.2005 | Штандарт начальника Главного управления Генерального штаба Вооруженных сил Российской Федерации.                | Квадратное полотнище белого цвета. В центре каждой стороны полотнища — изображение золотого двуглавого орла с распростёртыми крыльями, держащего в правой лапе серебряный меч, а в левой — серебряную трехпламенную гренаду с красными огнями, на фоне стилизованного цветка красной пятилепестковой гвоздики, лепестки которой имеют по пять зубцов и окаймлены серебряным кантом; на груди орла — красный, треугольный, вытянутый книзу щит со штоком, восходящим к короне; в поле щита — всадник, поражающий копьем дракона. От центра к углам каждой стороны полотнища расходятся лучи черно-оранжевого цвета: черного цвета — к боковым краям полотнища, оранжевого — к верхнему и нижнему. |
|      | 06.09.2003 | Штандарт начальника Главного управления боевой подготовки Вооруженных сил Российской Федерации.                 | Квадратное полотнище белого цвета. В центре каждой стороны полотнища — золотой двуглавый орел с распростёртыми крыльями, держащий в лапах перекрещенные факел и меч, на груди орла — щит, увенчанный древнерусским шлемом, на щите в красном поле — серебряный всадник, поражающий копьем дракона. От центра к углам каждой стороны полотнища расходятся лучи черно-оранжевого цвета: черного цвета — к боковым краям полотнища, оранжевого — к верхнему и нижнему. |
|      | 14.02.2006 | Штандарт начальника 12 Главного управления Министерства обороны Российской Федерации.                           | Квадратное полотнище белого цвета. В центре каждой стороны полотнища — изображение эмблемы соединений и воинских частей ядерного обеспечения. От центра к углам каждой стороны полотнища расходятся лучи сине-красного цвета: синего цвета — к боковым краям полотнища, красного — к верхнему и нижнему. |
|      | 30.12.2001 | Штандарт главнокомандующего Сухопутными войсками.                                                               | Квадратное полотнище белого цвета. В центре каждой стороны полотнища в медальоне красного цвета — средняя эмблема Сухопутных войск. Медальон окаймлен золотым венком из лавровых листьев. От центра к углам каждой стороны полотнища расходятся лучи сине-красного цвета: синего цвета — к боковым краям полотнища, красного — к верхнему и нижнему. |
|      | 13.08.2004 | Штандарт главнокомандующего Военно-воздушными силами.                                                           | Квадратное полотнище белого цвета. В центре каждой стороны полотнища в медальоне голубого цвета — средняя эмблема ВВС. Медальон окаймлен золотым венком из лавровых листьев. От центра к кромкам каждой стороны полотнища расходятся 14 расширяющихся желтых лучей, ширина каждого из которых у кромок полотнища составляет 1/12 его стороны. К боковым кромкам полотнища примыкают по четыре луча, к верхней и нижней кромкам — по три. |
|      | 10.09.2005 | Штандарт главнокомандующего Военно-Морским Флотом.                                                              | Квадратное полотнище белого цвета. В центре каждой стороны полотнища — изображение эмблемы ВМФ в медальоне белого цвета, окаймленном лавровым венком золотистого цвета, на синем диагональном (Андреевском) кресте. |
|      | 19.03.2002 | Штандарт командующего Космическими войсками.                                                                    | Квадратное полотнище белого цвета. В центре лицевой стороны полотнища — большая эмблема (герб) Космических войск. В центре оборотной стороны полотнища в медальоне темно-синего цвета — средняя эмблема Космических войск. Медальон окаймлен золотым венком из лавровых листьев. От центра к углам каждой стороны полотнища расходятся лучи сине-красного цвета: синего цвета — к боковым краям полотнища, красного — к верхнему и нижнему. |
|      | 12.05.2006 | Штандарт командующего Ракетными войсками стратегического назначения.                                            | Квадратное полотнище белого цвета. В центре каждой стороны полотнища в медальоне темно-синего цвета — эмблема РВСН. Медальон окаймлен золотым венком из лавровых листьев. От центра к углам каждой стороны полотнища расходятся лучи сине-красного цвета: синего цвета — к боковым краям полотнища, красного — к верхнему и нижнему. |
|      | 10.06.2000 | Штандарт командующего Воздушно-десантными войсками.                                                             | Квадратное полотнище белого цвета. В центре каждой стороны полотнища в медальоне голубого цвета — эмблема Воздушно-десантных войск. Медальон окаймлен золотым венком из лавровых листьев. От центра к углам каждой стороны полотнища расходятся лучи сине-красного цвета: синего цвета — к боковым краям полотнища, красного — к верхнему и нижнему. |
|      | 14.08.2007 | Штандарт командующего Железнодорожными войсками.                                                                | |
|      | 10.10.1999 | Штандарт начальника строительства и расквартирования войск России.                                              | Квадратное полотнище белого цвета. В центре каждой стороны полотнища в медальоне черного цвета — эмблема воинских формирований строительства и расквартирования войск Вооруженных сил Российской Федерации. Медальон окаймлен серебряным венком из лавровых листьев. От центра к углам каждой стороны полотнища расходятся лучи сине-красного цвета: синего цвета — к боковым краям полотнища, красного — к верхнему и нижнему. |
|      | 28.12.2002 | Штандарт начальника войск радиационной, химической и биологической защиты Вооруженных сил Российской Федерации. | Квадратное полотнище белого цвета. В центре лицевой стороны полотнища — эмблема Вооруженных Сил Российской Федерации. В центре оборотной стороны полотнища — средняя эмблема войск радиационной, химической и биологической защиты Вооруженных сил Российской Федерации. От центра к углам каждой стороны полотнища расходятся лучи черно-оранжевого цвета: черного цвета — к боковым краям полотнища, оранжевого — к верхнему и нижнему. |